# Burg Bärenburg (Andeer)
Die Burg Bärenburg ist die Ruine einer Höhenburg auf dem Gemeindegebiet von Andeer im Schams im schweizerischen Kanton Graubünden. Das Wappen Andeers zeigt das Motiv der Burg.

## Lage

Wappen von Andeer

Die Ruinen der ehemaligen Burg Bärenburg liegen auf 1100 m ü. M. südlich des Dorfes Andeer hoch über der tief eingeschnittenen Schlucht des Hinterrheins auf einem bewaldeten Hügel, oberhalb des gleichnamigen Weilers. Die Burg oberhalb einer Rodungslandschaft ist durch einen Fussweg, der oberhalb des Weilers rechts von der Strasse abbiegt, in zehn Minuten gut zu erreichen.

## Anlage

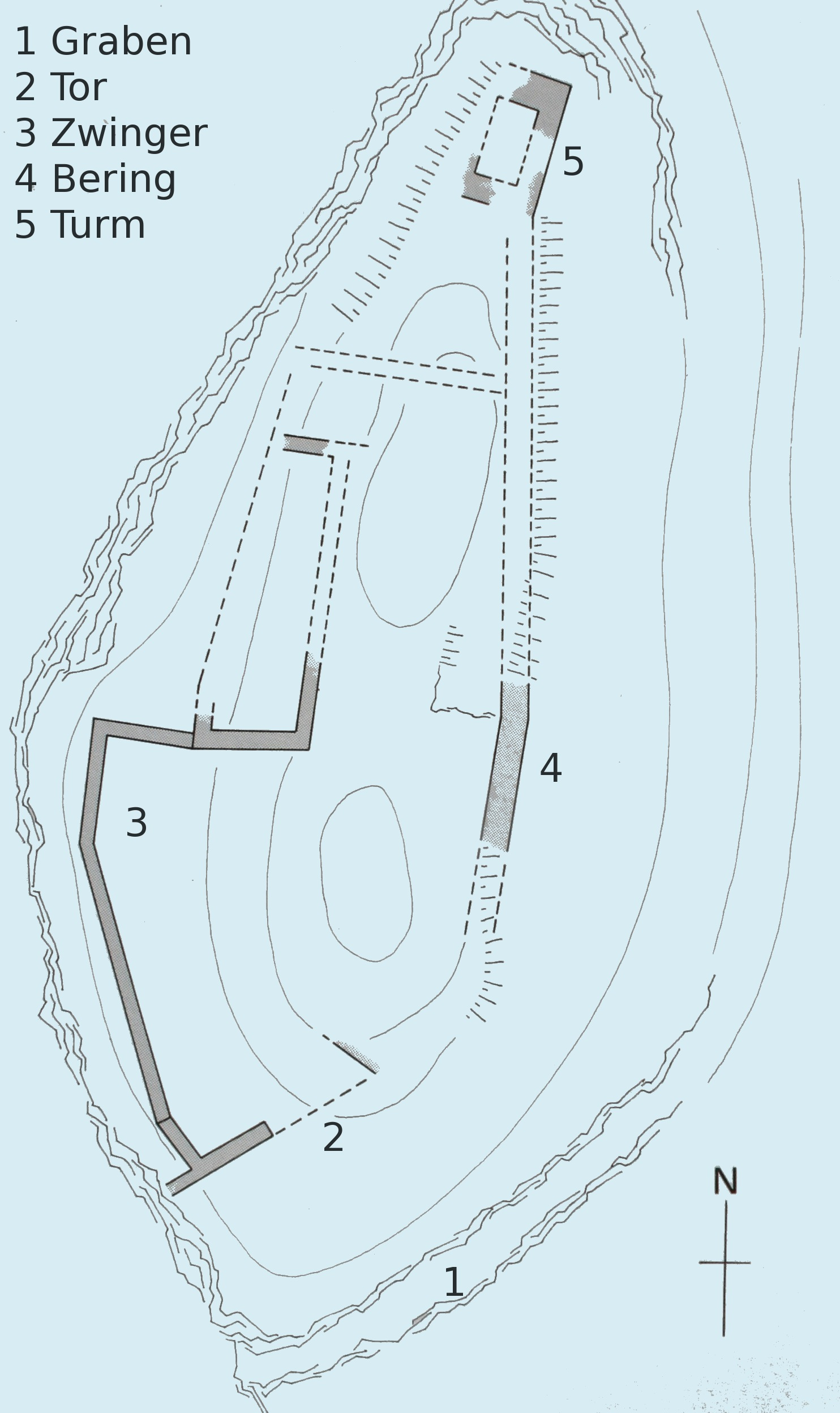
Plan

Die Zusammenhänge in der einst ausgedehnten Anlage sind in den überwucherten Schuttmassen nur mehr schwer auszumachen. Ursprünglich war die ganze Festung von einem 1,6 Meter starken Bering umgeben; einzelne Abschnitte davon sind noch erkennbar. Im Westen lag offenbar ein langgezogenes Gebäude mit einer Ausdehnung von etwa 19 auf 6 Metern. Auf dem nördlichen Felssporn fanden sich Fundamente eines rechteckigen Turmes von 8,6 auf 6 Meter, der heute jedoch kaum mehr auszumachen ist. Bei einem Trümmerfeld im südlichen Teil der Anlage könnte ein zweiter Turm gestanden haben. Im Südwesten lag ein äusseres Tor; eine Mauerfuge belegt den späteren Anbau dieses Teiles. Erhalten geblieben ist ein etwa 20 Meter langer Teil der Zwingermauer, die die Burg westlich gegen die Schlucht hin abschloss. Von einem Halsgraben im Süden lässt sich nicht mit Sicherheit sagen, ob er künstlich angelegt worden ist.
Im Winter 1977/78 stürzte ein etwa 8 Meter langes Stück der östlichen Ringmauer zusammen.

## Geschichte

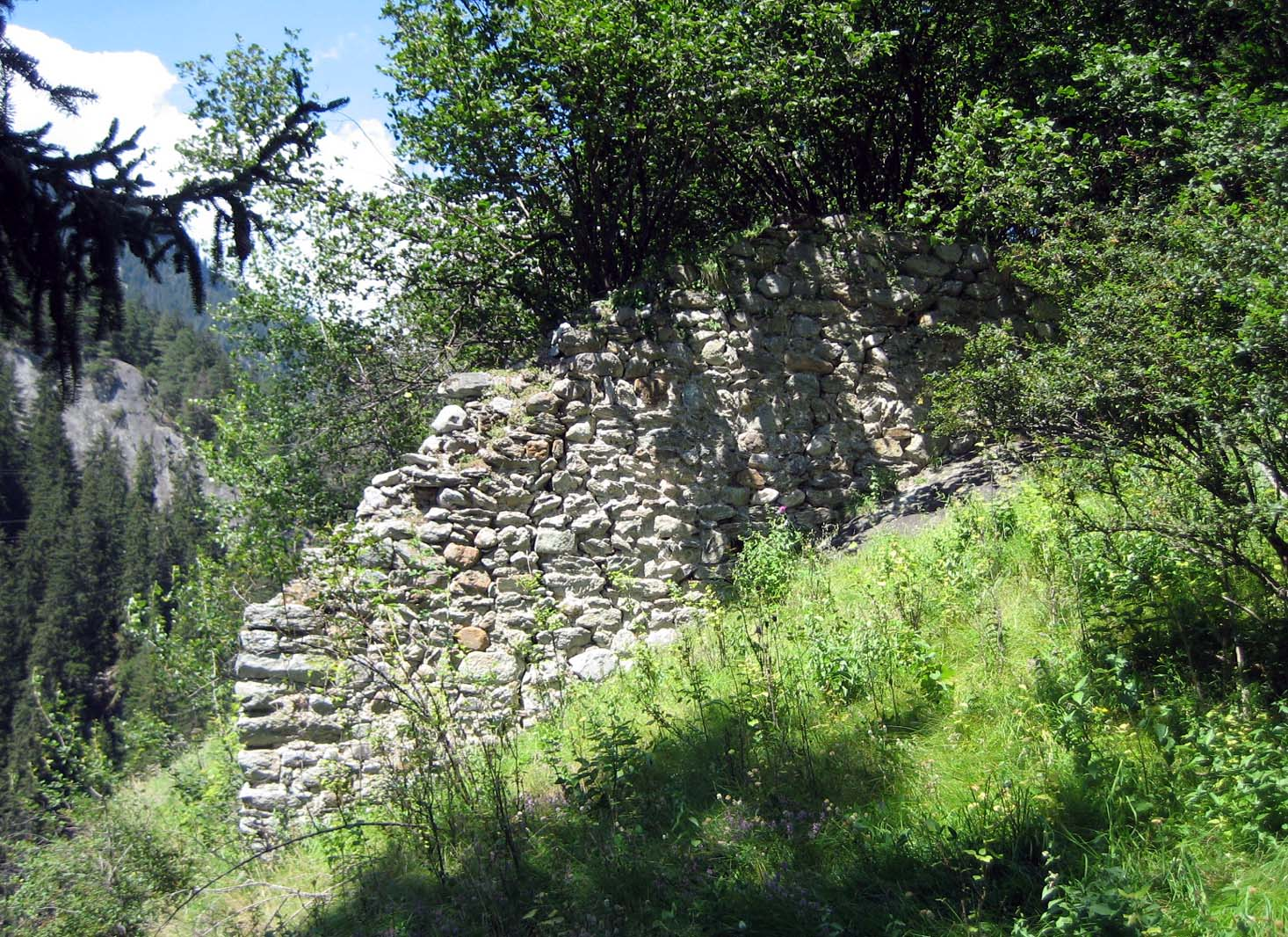
Südmauer

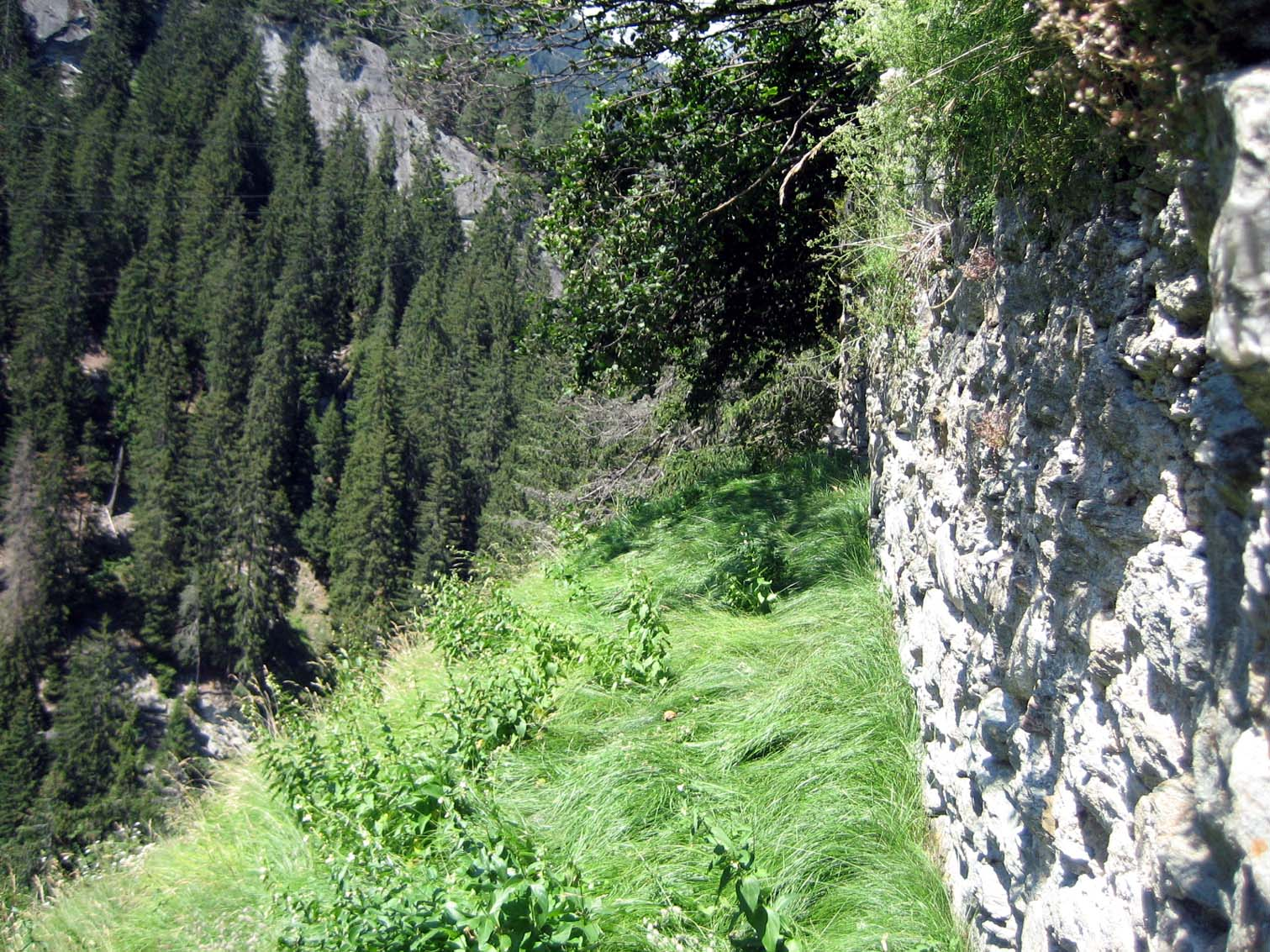
Westmauer, Abschluss gegen die Schlucht

Die Entstehungszeit der Burg Bärenburg ist nicht bekannt, schriftliche Unterlagen fehlen. Die Herren von Bärenburg werden 1257 mit den Brüdern Konrad († 1296) und Bartholomäus († 1290/98) erstmals erwähnt. Die Bärenburger bildeten vom 13. bis zum 15. Jahrhundert ein oberrätisches Rittergeschlecht und standen in enger Verbindung zum Hochstift in Chur. Sie waren wohl bischöfliche Vasallen und/oder Ministeriale der Freiherren von Vaz. Nach deren Aussterben im Jahr 1338 waren sie auch Inhaber von bischöflichen Lehen. Bezeugt sind Simon von Bärenburg (1299–1337) und sein Bruder Bartholomäus (1308–1325?) sowie 1369 Bertram († 1395).
1424 scheint die Familie nach dem noch bezeugten Symon von Bärenburg, Sohn Bertrams, im Mannesstamm ausgestorben zu sein. 1443 bezeichnen sich die Herren von Werdenberg als Herren von Bärenburg; Ursula von Vaz war verheiratet mit Rudolf von Werdenberg. Im Churer Buoch der Vestinen von 1410 wird die Bärenburg als vesti Berenburg erwähnt.
Während der Schamserfehde wurde die von Schwyzer und Glarner Knechten besetzte Burg 1450 gebrochen und durfte ohne Zustimmung des gotzhus, des Gotteshausbundes nicht wieder aufgebaut werden. Auch nach der Zerstörung der Burg blieb das Gut Bärenburg bestehen: 1456 nannte sich Vogt Parren von Patzen vor zitten castler ze Berenburg. Im gleichen Jahr verkauften die Werdenberger die Herrschaft Schams zusammen mit Obervaz an den Gotteshausbund.
1472 wird festgehalten, dass die Zinsen der Sufner, die jeweils gen Berenburg geliefert werden mussten, fortan an die Burg Splügen zu liefern seien. Besagter Parren von Patzen siegelte 1480 (gesessen zu Bernburg) und 1492 ist vom hoff zuo Berennburg in Schams gelegen die Rede.

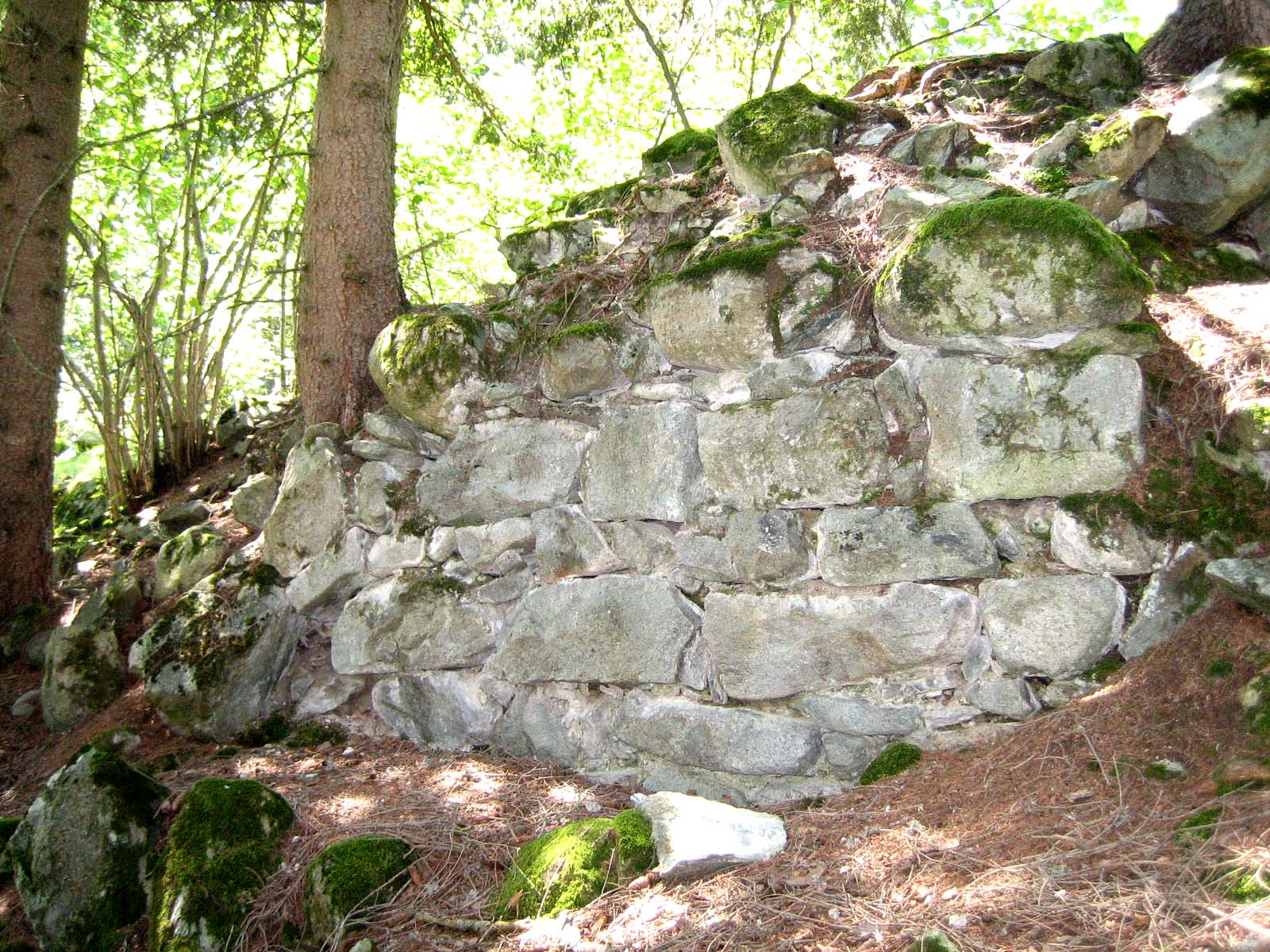
Beringrest
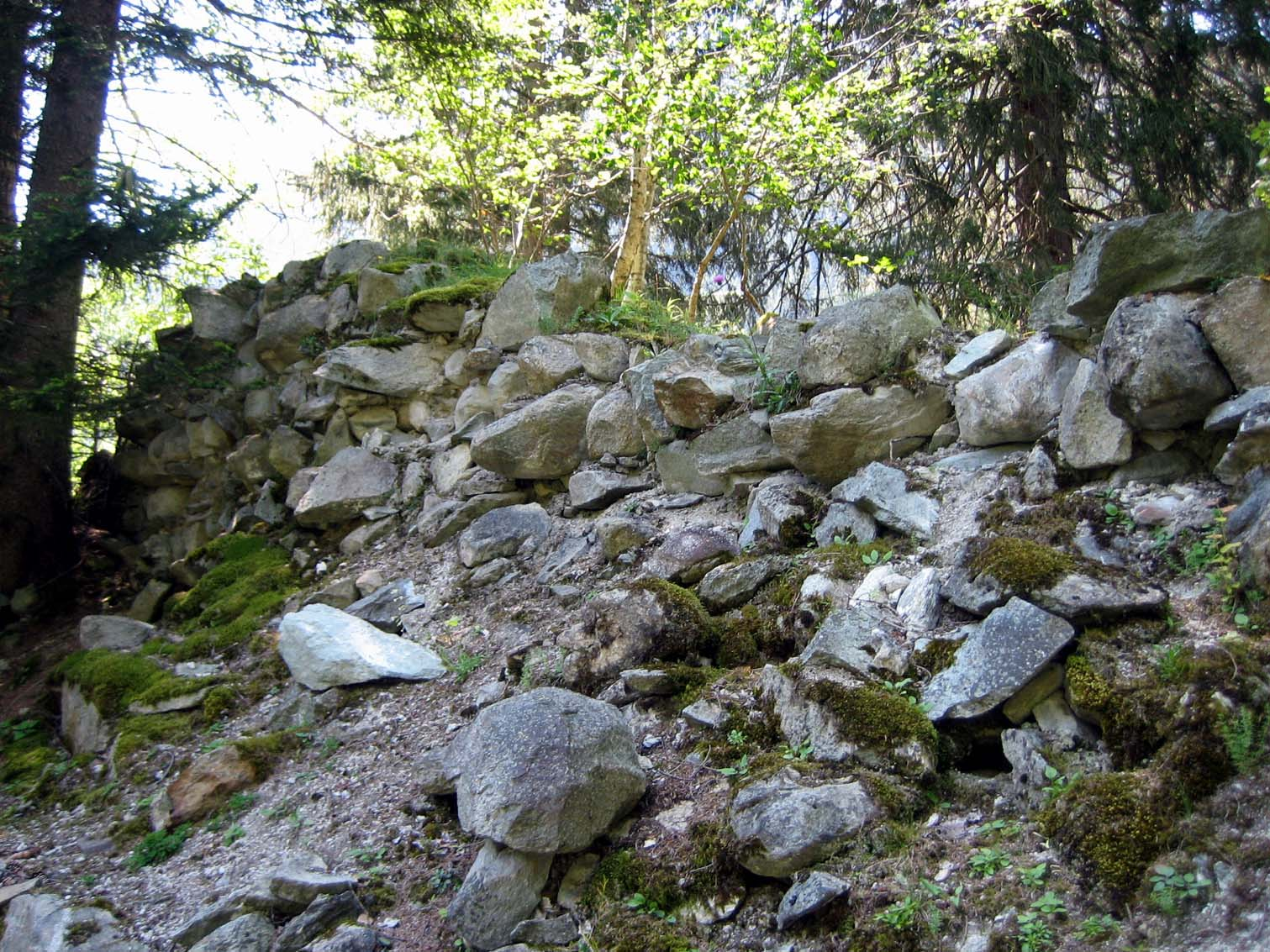
Trümmer des eingestürzten Berings
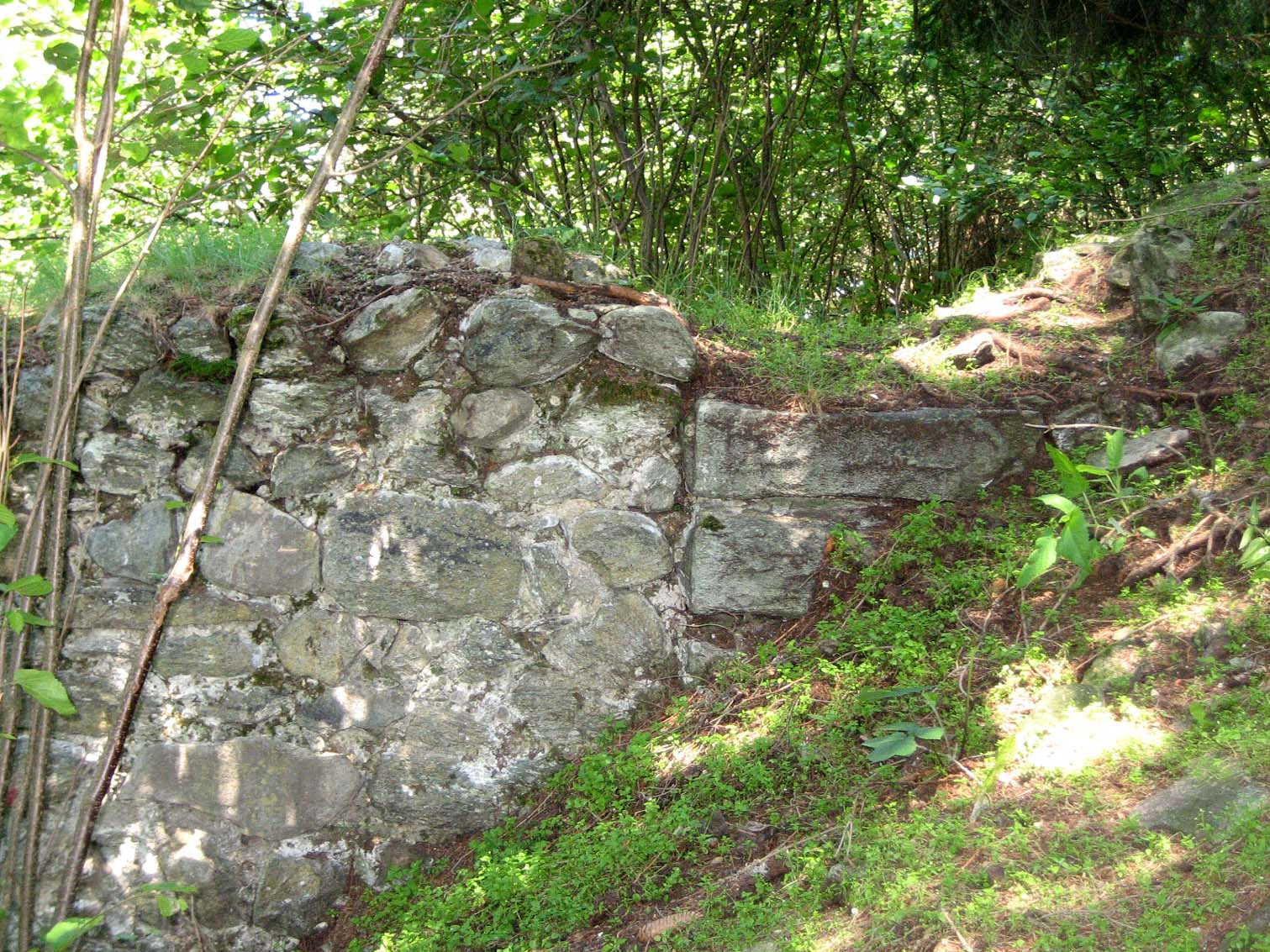
Mauerfuge
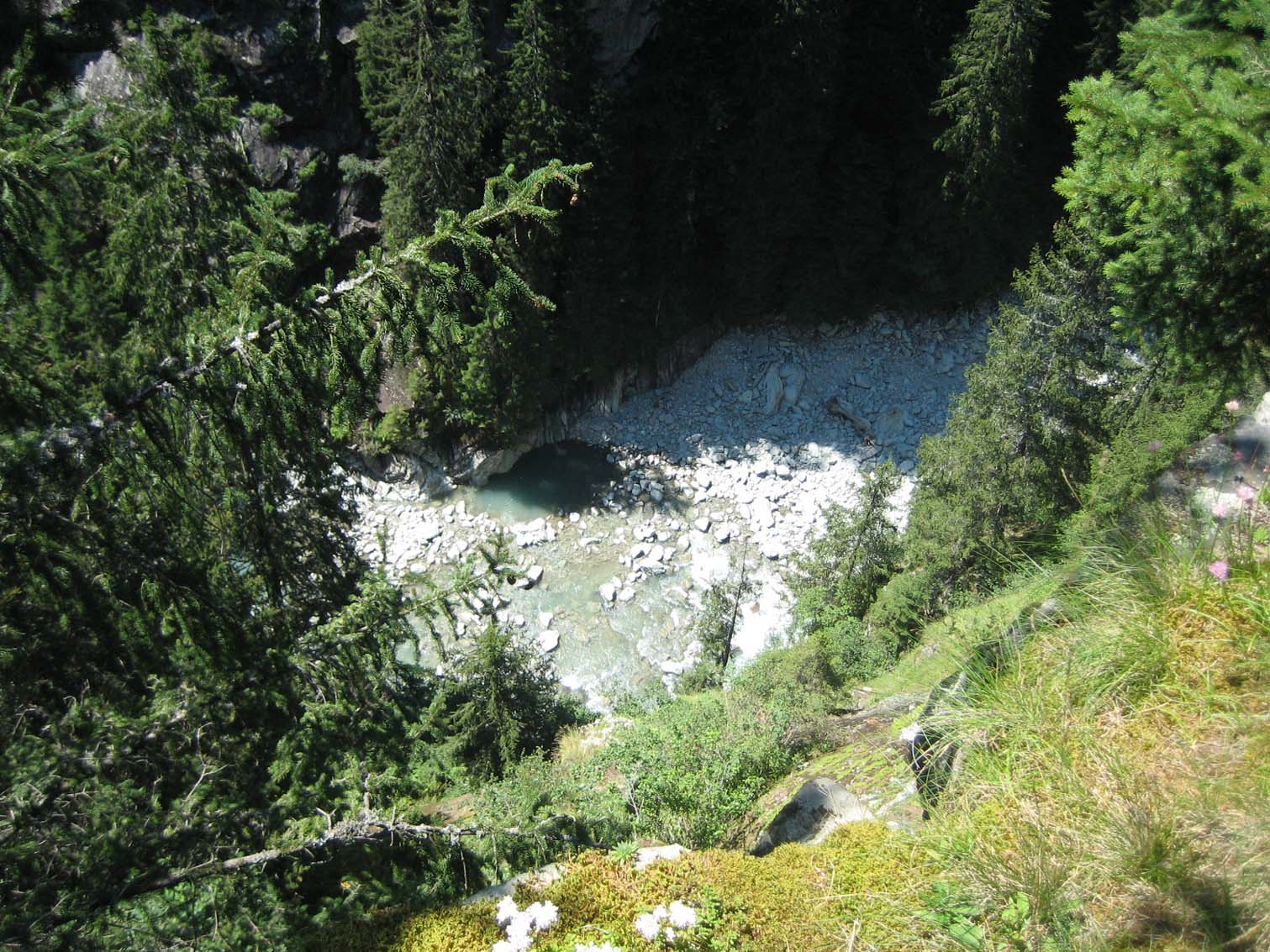
Blick in die Schlucht